# Maria (stacja kolejowa)
Maria (szwedzki: Maria station) – stacja kolejowa w Helsingborgu, w regionie Skania, w Szwecji. Stacja znajduje się w  północnej części miasta, między przemysłową dzielnicą Berga i mieszkaniową Mariastaden. Została otwarta w 1999 roku i obecnie składa się z dwóch peronów.
Położona jest na Västkustbanan i obsługiwana przez pociągi Pågatågen kursujące między Malmö, Helsingborg i Ängelholm.

## Linie kolejowe
- Västkustbanan